# Энгельберт Хампердинк
Э́нгельберт Ха́мпердинк (англ. Engelbert Humperdinck; настоящее имя — А́рнольд Джордж До́рси (англ. Arnold George Dorsey); род. 2 мая 1936) — британский эстрадный певец, широкая популярность которого пришлась на вторую половину 1960-х, 1970-е и 1980-е годы. Энгельберт Хампердинк представлял Великобританию на конкурсе песни Евровидение 2012 в Баку (Азербайджан).

## Биография
Арнольд Джордж Дорси родился в Мадрасе (Британская Индия) в семье британского офицера. Школу окончил в Англии, в городе Лестере, и устроился на работу в инженерную компанию. Обладая хорошими вокальными данными, он пел по выходным в местных пабах и с успехом пародировал американского комика Джерри Льюиса. После службы в армии попытался начать карьеру профессионального певца, выступая под именем Джерри Дорси: снялся в телесериале «Oh Boy» и в 1958 году выпустил сингл «I’ll Never Fall in Love Again», прошедший почти незамеченным. Помешал работе и туберкулёз, которым певец страдал в конце 1950-х годов. Однако ему удалось побороть болезнь, а затем, разослав по студиям плёнки с собственными записями, он привлёк внимание композитора и продюсера Гордона Миллза, «раскрутившего» Тома Джонса. Миллз начал активно работать с Дорси, однако на первых порах молодой певец по-прежнему не привлекал внимания публики. Тогда продюсер применил необычный для шоу-бизнеса приём: он создал исполнителю труднопроизносимый псевдоним по имени немецкого композитора конца XIX века, Энгельберта Хумпердинка. Запись новой песни «Stay» принесла Хампердинку контракт с фирмой «Decca», однако дальше этого дело не пошло.
Тогда Миллз организовал певцу контракт с фирмой «Parrot», с которой уже сотрудничал Том Джонс. На ней Хампердинк в конце 1966 года выпустил свой первый хит — кавер-версию американской ритм-энд-блюзовой баллады «Release Me». Тираж сингла в рекордные сроки превысил два миллиона, а сама песня пять недель держалась на первом месте британского хит-парада, не дав синглу Beatles «Penny Lane/Strawberry Fields Forever» подняться выше второго места. Следующий сингл Хампердинка «There Goes My Everything» занял в хит-параде Англии второе место. Спустя несколько месяцев сингл «The Last Waltz» вновь возглавил таблицы популярности — только в Англии тираж этого сингла достиг одного миллиона экземпляров. До конца 1960-х годов у Хампердинка вышло ещё несколько хитов: «A Man Without Love», «Les Bicyclettes de Belsize», «The Way It Used to Be», «Winter World of Love» и другие баллады. На альбомах Хампердинка и в его концертном репертуаре можно было встретить почти все джазовые стандарты и хиты того времени. Помимо Хампердинка, Гордон Миллз также курировал карьеру Мирей Матье.
Выдающийся успех Хампердинка в эпоху господства на эстраде «Битлз» и расцвета рок-музыки был обусловлен превосходными вокальными данными (мощным, широким по диапазону баритоном), приятной лирической манерой пения и тщательно подобранным романтически-сентиментальным репертуаром в сочетании с эффектной мужественной внешностью. Это сделало Хампердинка любимцем женщин всех возрастов.
В начале 1970-х годов артист совершил ряд гастролей по США, где упрочил свой успех. Альбомы «Engelbert Humperdinck», «We Made It Happen» и «Another Time, Another Place» стали «золотыми». В середине 1970-х Хампердинк переехал из Англии в США, купив дворец в Лас-Вегасе, и заключил контракт с концертным залом отеля «MGM Grand», который гарантировал ему 200 тысяч долларов за каждое выступление. Альбом «After the Lovin'» (1977) стал его крупнейшим коммерческим достижением. Мировое турне 1978 года принесло ему новых поклонников на всех континентах и звание лучшего певца года, которого его удостоила Американская гильдия эстрадных артистов. В 1980—1990-е годы вокалист регулярно выпускал очередные пластинки под псевдонимом «Энгельберт» (по утверждению исполнителя, он вынужден был «сократить» псевдоним по требованию потомков Энгельберта Хумпердинка), из которых критиками отмечен его альбом «Remember I Love You», где он пел дуэтом с Глорией Гейнор. В Германии, где у певца стабильный сегмент поклонников, Хампердинк записал успешный альбом с продюсером Джеком Вайтом.
В 1989 году записал альбом Ich Denk An Dich (другой вариант — Step into My Life), одиннадцать песен которого написаны Дитером Боленом (из Modern Talking), среди которых есть перепевка хита You’re My Heart, You’re My Soul.
За долгую творческую жизнь Хампердинк удостоился многих наград, в числе которых 68 «золотых» пластинок, 18 «платиновых» альбомов и несколько премий «Грэмми». В 2000 году его состояние оценивалось в 100 млн $, Хампердинк считался пятым среди самых богатых звёзд шоу-бизнеса. За рубежом широко известна его благотворительная деятельность: Энгельберт содержит на свои средства многие медцентры и больницы, а также воздушную скорую помощь в своём родном городе Лестере.
Несмотря на исчезновение из хит-парадов и солидный возраст, Хампердинк продолжает оставаться одним из наиболее ярких исполнителей жанра традиционной эстрады, активно гастролировать и собирать на концертах аншлаг по всему миру. В октябре 2010 года в Голливуде певец был награждён престижной премией Музыкальная легенда, вручаемой Обществом молодых музыкантов США самым выдающимся представителям мировой эстрады.
Певец много раз снимался в кино. Кинорежиссёр из Грузии Заал Какабадзе снял Энгельберта в роли Султана в музыкальном фильме «Али-Баба и сорок разбойников» (совместная продукция Грузинского телевидения, Словацкого телевидения и TV-2000 ФРГ в 1990 году)

### Хампердинк в СССР и России
В СССР Энгельберт Хампердинк пользовался большой популярностью в 1970-е годы, в первую очередь, благодаря официально выпущенным пластинкам фирмы «Мелодия» (примерно пять миллионов и один альбом-сборник). Вокальная манера Хампердинка оказала влияние на молодых советских эстрадных певцов. В 1970 году Эмиль Горовец записал кавер-версию песни Хампердинка «The Last Waltz» под названием «Прощальный вальс», с русским текстом В. Подберезского, а Валерий Ободзинский — под названием «Всё сбудется», на русский текст О. Гаджикасимова. Запланированный в 1997 году концерт Хампердинка в России, организатором которого выступила компания «Сайленс Про», был отменён из-за болезни певца. Первый приезд с гастролями в Россию состоялся в 2003 году, когда в Кремлёвском дворце в Москве прошли два концерта Энгельберта. 10 июня 2003 года прозвучало интервью с ним в прямом эфире радиостанции «Серебряный дождь». Через семь лет, 3 апреля 2010 года, Энгельберт вновь дал концерт в Москве (Крокус-сити-холл). В том же 2010 году по приглашению Игоря Крутого, сопредседателя и учредителя международного конкурса молодых исполнителей «Новая волна», Энгельберт Хампердинк выступил перед многочисленными (в том числе из России) гостями фестиваля в Юрмале (Латвия). В декабре 2011 года его концерт в Ледовом дворце в Санкт-Петербурге был отменён из-за проблем с аппаратурой на российской таможне. Концерт в Москве, назначенный на 8 декабря 2011 года в понравившемся певцу Крокус-сити-холле, состоялся и прошёл с большим успехом. 15 июня 2013 года Хампердинк выступил в Ледовом дворце Петербурга в рамках фестиваля «Белые ночи Санкт-Петербурга».

### Евровидение-2012
Информация о том, что Энгельберт Хампердинк будет представлять Великобританию на «Евровидении» в 2012 году появилась на BBC 19 марта 2012 года, в день окончания срока объявления претендентов. В тот же день на YouTube появился видеоклип «Love Will Set You Free».
Сингл «Love Will Set You Free» был выпущен в продажу на iTunes 6 мая 2012 года. Помимо конкурсной песни он включает в себя композиции «Too Beautiful to Last» и «My Way».
Энгельберт Хампердинк выступил в финале Евровидения (26 мая 2012 года) под первым номером (Великобритания имеет привилегию выступать сразу в финале, как страна из «большой пятёрки») и занял 25-е место с результатом в 12 баллов.

## Дискография
| Год           | Название                                                     | Лейбл                       |
| ------------- | ------------------------------------------------------------ | --------------------------- |
| 1967          | Release Me                                                   | Mercury                     |
| 1967          | The Last Waltz                                               | Parrot                      |
| 1968          | A Man without Love                                           | PolyGram                    |
| март 1969     | Engelbert                                                    | Parrot                      |
| сентябрь 1969 | Engelbert Humperdinck                                        | Parrot                      |
| 1970          | We Made It Happen                                            | London Records              |
| 1971          | Sweetheart                                                   | Decca                       |
| 1971          | Another Time, Another Place                                  | Parrot                      |
| 1972          | Live at the Riviera, Las Vegas                               | Parrot                      |
| 1972          | In Time                                                      | Decca                       |
| 1973          | Engelbert King of Hearts                                     | Decca                       |
| 1973          | My Love                                                      | Decca/London                |
| 1974          | Engelbert Humperdinck His Greatest Hits                      | Decca                       |
| 1975          | Live in Japan                                                | EMI                         |
| 1976          | After the Lovin'                                             | Epic                        |
| 1977          | Miracles by Engelbert Humperdinck                            | Epic                        |
| 1977          | Christmas Time                                               | Epic                        |
| 1977          | A Time for Us                                                | Decca/London                |
| 1977          | Engelbert Sings for You                                      | London                      |
| 1978          | The Last of the Romantics                                    | Epic                        |
| 1978          | Love Letters                                                 | London                      |
| 1979          | This Moment in Time                                          | Epic                        |
| 1979          | Engelbert Sings the Hits                                     |                             |
| 1980          | Love’s Only Love                                             | Epic                        |
| 1980          | Live in Concert/All of Me (2 LP)                             | Epic                        |
| 1980          | A Merry Christmas with Engelbert Humperdinck                 | Epic                        |
| 1981          | Don’t You Love Me Anymore?                                   | Epic                        |
| 1982          | Loving You Losing You                                        |                             |
| 1982          | Misty Blue                                                   |                             |
| 1983          | You and Your Lover                                           | Epic                        |
| 1985          | A Lovely Way to Spend an Evening (Silver Eagle)              | Polytel Silver Eagle        |
| 1985          | Getting Sentimental                                          | Telstar                     |
| 1986          | Träumen Mit Engelbert                                        | White                       |
| 1987          | Remember — I Love You                                        | White                       |
| 1987          | The Engelbert Humperdinck Collection                         |                             |
| 1988          | Love is the Reason                                           | Critique                    |
| 1989          | Live Concert Star of bethlehem (Dieter Bohlen)               | Columbia Records            |
| 1989          | In Love                                                      |                             |
| 1989          | Ich denk' an Dich                                            | Ariola                      |
| 1990          | Zärtlichkeiten                                               | Ariola                      |
| 1991          | Träumen Mit Engelbert 2                                      | Ariola                      |
| 1992          | Hello out There                                              | Rebound                     |
| 1993          | Love Has Been a Friend of Mine                               |                             |
| 1993          | Yours: Quiereme Mucho                                        | Polydor                     |
| 1993          | Yours                                                        | Avalanche                   |
| 1994          | Step into My Life                                            | Pair                        |
| 1994          | I Love You                                                   | Tristar                     |
| 1994          | Evening with Engelbert Humperdinck (2 CD)                    | Madacy                      |
| 1995          | Magic Night                                                  | Pair                        |
| 1995          | Sings Classics                                               | Castle                      |
| 1995          | Love Unchained                                               | Core                        |
| 1995          | Christmas Eve                                                | Avalanche                   |
| 1995          | Sings Ballads                                                | Excelsior                   |
| 1995          | The Magic of Christmas                                       | Core                        |
| 1995          | You are so Beautiful                                         | Pair                        |
| 1996          | From the Heart                                               | Intercontinental            |
| 1996          | Feelings                                                     | Special Music               |
| 1996          | After Dark                                                   | Alpha Music                 |
| 1996          | Songs of Romance                                             | Sony Music Special Products |
| 1997          | Live at the Royal Albert Hall                                | Classic World               |
| 1997          | A Little in Love                                             | Dino Music                  |
| 1998          | Dance Album                                                  | Priority                    |
| 1998          | An Evening with Engelbert Humperdinck, Vol. 1 (Delta) (live) | Delta                       |
| 1998          | An Evening with Engelbert Humperdinck, Vol. 2 (Delta) (live) | Delta                       |
| 1999          | In the Still of the Night: 20 Beautiful Love…                | Music Club                  |
| 2000          | Engelbert at his very best                                   | Universal                   |
| 2000          | #1 Love Songs of All Time                                    | Intercontinental            |
| 2001          | It’s All in the Game                                         | Hip-O                       |
| 2001          | Englebert Humperdinck Collection, Vol. 1                     | Dressed To Kill             |
| 2001          | Englebert Humperdinck Collection, Vol. 2                     | Dressed To Kill             |
| 2003          | Definition of Love                                           | Hip-O                       |
| 2003          | Engelbert Live ('Love Unchained' programm)                   | Eagle                       |
| 2003          | Always Hear the Harmony: The Gospel Sessions                 | Art Greenhaw                |
| 2005          | Let There Be Love                                            | Hip-O                       |
| 2006          | Totally Amazing (Live)                                       | Universal                   |
| 2007          | Greatest Hits and More                                       | Universal Import            |
| 2007          | The Winding Road                                             | Universal                   |
| 2009          | Legacy of Love (2 CD)                                        |                             |
| 2009          | A Taste of Country                                           |                             |
| 2010          | Released                                                     | Universal Import            |
| 2014          | Engelbert Calling                                            | Conehead                    |
| 2014          | Runaway Country                                              |                             |
| 2017          | The Man I Want to Be                                         |                             |
| 2017          | The Complete Decca Studio Albums (11 CD)                     | Decca                       |
| 2018          | Warmest Christmas Wishes                                     |                             |